# 6389 Ogawa
A 6389 Ogawa (ideiglenes jelöléssel 1990 BX) a Naprendszer kisbolygóövében található aszteroida. K. Endate,  Vatanabe Kazuró fedezte fel 1990. január 21-én.